# Xiache, Guangdong
Xiache är en köping i sydöstra Kina. Den ligger i Heping härad i staden Heyuan i provinsen Guangdong,  omkring 250 kilometer nordost om provinshuvudstaden Guangzhou. Antalet invånare är 14 165. Befolkningen består av 7 166 kvinnor och 6 999 män. Barn under 15 år utgör 24,0 %, vuxna 15-64 år 63 %, och äldre över 65 år 12,0 %.